# Хітосі Касуя
Хітоші Касуя (яп. 粕谷 仁, нар. 23 лютого 1948) — японський майстер бойових мистецтв, 9-й дан карате шотокан, головний інструктор та засновник Світової федерації карате-до шотокан (WSKF). Відомий своєю унікальною методикою викладання, яка поєднує традиційні техніки шотокан з інноваційною системою обертальної динаміки, а також глибоким філософським підходом до бойових мистецтв.

## Біографія та освіта
Хітоші Касуя народився 23 лютого 1948 року в Японії. У 1970 році закінчив економічний факультет Університету Хосей у Токіо. Під час навчання він активно займався карате, став капітаном університетського клубу та виявив лідерські якості. У 1973 році закінчив спеціалізований інструкторський курс Японської асоціації карате (JKA), відомий своєю суворістю та високими стандартами підготовки.https://www.wskfsedai.com/wskf-world/sensei-hitoshi-kasuya[джерело?]

## Спортивна кар'єра
У 1975 році Касуя взяв участь у перших чемпіонатах світу Міжнародної аматорської федерації карате (IAKF) у США, де японська команда здобула перше місце як у командному ката, так і в командному куміте. У 1976 році на Азіатсько-Тихоокеанському чемпіонаті (JKA) в Гонконзі він здобув перше місце в індивідуальному куміте. У 1977 році на другому чемпіонаті світу IAKF у США команда знову здобула перше місце в командному куміте та ката. У 1983 році на першому чемпіонаті світу SKI в Японії Касуя здобув перемогу в індивідуальному ката та командному куміте. У 1985 році на другому чемпіонаті світу SKI він переміг в індивідуальному та командному куміте. У 1985 році, у віці 37 років, завершив свою змагальну кар'єру.https://shogun-lviv.at.ua/index/wskf_khitoshi_kasuja/0-51[джерело?]

## Заснування WSKF
У 1990 році Хітоші Касуя заснував Світову федерацію карате-до шотокан (WSKF), ставши її головним інструктором. Спочатку організація об'єднувала лише кілька країн, але завдяки репутації Касуя вона швидко зросла і наразі має понад 100 країн-членів по всьому світу.https://www.wskf.com.au/hitoshi-kasuya/[джерело?]

## Методика викладання та філософія
Касуя відомий своїм аналітичним підходом до викладання карате, поєднуючи традиційні техніки шотокан з унікальною системою обертальної динаміки. Його методика спрямована на розвиток не лише фізичних навичок, але й духовного зростання учнів, підкреслюючи важливість будо — шляху воїна. Він активно подорожує світом, проводячи семінари та тренінги, сприяючи поширенню карате та зміцненню міжнародних зв'язків.https://wskf-shotokan.com/kasuya-sensei[джерело?]

## Визнання та нагороди
У 2019 році під час 14-го чемпіонату світу WSKF у Токіо Хітоші Касуя був удостоєний 9-го дана — найвищого рангу в карате, що стало історичною подією для організації. Це визнання його внеску в розвиток та популяризацію шотокан карате у світі.https://dskf-karate.de/kasuya.html[джерело?]

## Спадщина та вплив
Хітоші Касуя є однією з найвпливовіших фігур у світі шотокан карате. Його внесок у розвиток бойових мистецтв, інноваційний підхід до викладання та відданість філософії будо надихають покоління каратистів по всьому світу. Під його керівництвом WSKF стала однією з найповажніших та найвпливовіших організацій у світі карате.

## Відео
Sensei Hitoshi Kasuya Kumite Demonstration на YouTube